# Chlorek tlenek bizmutu(III)
Chlorek tlenek bizmutu(III), chlorek bizmutylu (łac. bismuthum oxychloratum) – nieorganiczny związek chemiczny, zasadowa sól bizmutu(III) zawierająca ugrupowanie bizmutylowe, Bi=O. Nierozpuszczalny w wodzie i tłuszczach, krystalizuje w układzie tetragonalnym.

## Zastosowanie
Wykazuje – tak jak inne związki bizmutu (np. dermatol) – aktywność przeciwbakteryjną. Dlatego był dawniej stosowany jako zawiesina olejowa w leczeniu zakażeń krętkiem bladym (kiły). Obecnie nie wykorzystuje się tego działania w lecznictwie, ze względu na wprowadzenie antybiotyków, które charakteryzują się większą skutecznością.
W diagnostyce używa się chlorku bizmutylu w badaniach rentgenowskich i we fluoroskopii do kontrastowania cewników, ponieważ silnie pochłania promieniowanie rentgenowskie. Może być łączony z siarczanem baru, co poszerza zakres możliwości jego wykorzystania.
Powszechnie stosowany jest również w kosmetyce jako pigment przy wyrobie sztyftów do ust, szminek, lakierów do paznokci, pudrów, cieni do powiek i innych środków kosmetycznych. Nadaje jedwabisty perłowy połysk. Wykazuje dobre zdolności kryjące i bardzo duże powinowactwo do skóry, a ponadto jest delikatny w dotyku.
Jest niestabilny na świetle. W preparatach kosmetycznych zawierających chlorek bizmutylu wykorzystuje się filtry UV, by nie dopuścić do jego rozkładu.

## Nazwy handlowe
- Biron B-50
- Biron ESQ
- Biron Fines
- Biron MTU
- Biron LF-2000
- Bi-LITE 20
- Bital (z talkiem)
- Mibiron N-50 (z miką)
- Pearl Glo
- Pearl I
- Pearl II
- Satin B UVS